# Kevin P. Chilton
Kevin P. Chilton, född 3 november 1954 i Los Angeles, Kalifornien, är en pensionsavgången amerikansk flygvapengeneral och tidigare astronaut. Chilton var mellan 2007 och 2011 militärbefälhavare för United States Strategic Command med operativt ansvar för USA:s kärnvapenarsenal, yttre rymden samt för cyberrymden.
Han var tidigare utlånad till NASA som astronaut, uttagen i astronautgrupp 12 den 5 juni 1987. Chilton har genomfört tre rymdfärder: varav de två första som pilot (STS-49 & STS-59) och den sista som befälhavare (STS-76).